# Nikolay Latyshev
Nikolay Gavrilovich Latyshev (em russo:  Николай Гаврилович Латышев; Moscou, 21 ou 22 de novembro de 1913 - Moscou, 18 de fevereiro de 1999) foi um árbitro de futebol. Apitou a final da Copa do Mundo de 1962 disputada em Santiago, Chile,  entre o Brasil e a Tchecoslováquia. Antes da carreira do árbitro, Latyshev jogou para FC Elektrozavod, Stalinets e Dynamo Moscow.[carece de fontes?]
Ele foi o primeiro árbitro da FIFA da União Soviética (desde 1952), bem como o primeiro soviético a ser escolhido para a final da Copa do Mundo. Apitou dois jogos na Copa do Mundo de 1958, nas partidas Suécia 3 x 0 México, em 8 de junho; e País de Gales 2 x 1 Hungria, em 17 de junho. Na Copa do Mundo de 1962 apitou quatro partidas, sendo Argentina 1 x 3 Inglaterra, em 2 de junho, e Itália 3 x 0 Suíça, em 7 de junho, ambas pela primeira fase. Em 10 de junho apitou Hungria 0 x 1 Tchecoslováquia pelas quartas-de-final; além da final, Brasil 3 x 1 Tchecoslováquia, em 17 de junho.

## Final da Copa de 1962
Na finalíssima de 1962 o árbitro russo apitou uma partida em que os tchecos iniciaram o placar, com gol de Masopust, ainda no primeiro tempo. Dois minutos depois Amarildo empatou a partida. No segundo tempo Zito desempatou para os brasileiros e aos 33 minutos Vavá aumentou a diferença, dando o título para os brasileiros. Após o terceiro gol os jornalistas invadiram o campo para fotografar o momento, assim como dirigentes invadiram para comemorar, e o árbitro levou mais de três minutos para colocar todos para fora e reiniciar a partida. Na segunda etapa um lance polêmico marcou a partida, quando Djalma Santos tocou a bola com a mão dentro da área, mas Latyshev interpretou como bola na mão.